# 吉澤義則
吉澤 義則（よしざわ よしのり、1876年8月22日 - 1954年11月5日）は、日本の国語学者・国文学者・歌人。京都帝国大学名誉教授。
氏名の表記は吉沢義則とされることも多い。

## 略歴
愛知県名古屋市に生まれる。旧姓・木村。愛知県第一中学校、第一高等学校を経て東京帝国大学国文科卒業。同助手、広島高等師範学校教授、1908年京都帝国大学助教授、1918年文学博士の学位を授与され、1919年教授、1936年定年退官。京都帝国大学名誉教授。
訓詁学の基礎を築いたほか、学者として初めて『源氏物語』の現代語訳を行った。短歌、書にも手を染め、多数の著作がある。
1933年（昭和8年）より、歌誌『ハハキギ』を主宰した。田中順二、里井陸郎、鈴鹿俊子などが同誌出身である。

## 栄典
- 1933年（昭和8年）2月6日 - 勲二等瑞宝章[2]

## 著書

### 単著
- 日本文典（修文館、1915年）
- 中等日本文法教科書（修文館、1918年）
- 国語国文の研究（岩波書店、1927年）
- 国文学講座〔第2巻 国語学史〕（受験講座刊行会、1930年）
- 国語説鈴（立命館出版部、1931年）
- 国語史概説（立命館大学出版部、1931年 第4版）
- 国語学史概説（文献書院、1933年）（続国文学講座）
- 高等国文法（修文館、1934年）
- 国文学大講座〔第15巻 王朝文学概説〕（日本文学社、1935年）
- 室町文学史（東京堂、1936年）（日本文学全史）
- 家庭書道講座（朝日新聞社、1937年）
- 山なみ集 第2巻（帚木の会、1938年）
- 大和魂と万葉歌人（平凡社、1939年）
- 鎌倉文学史（東京堂、1940年）（日本文学全史）
- 日本書道新講（白水社、1941年）
- やまとことば（教育図書、1942年）
- 源氏随攷（晃文社、1942年）
- 日本書道の生ひ立ち（教育図書、1943年）
- 日本書道随攷（白水社、1943年）
- 歌と書（京都印書館、1945年）
- 源氏物語今かがみ（新日本図書、1946年）
- 日本国民書道史論（講談社、1947年）
- 源語釈泉（誠和書院、1950年）
- 「知」の平安婦人 源氏物語を通して観たる（一正堂書店、1951年）（美夫君志会選書）

### 校注・訳
- 全訳王朝文学叢書 王朝文学叢書刊行会
  - 第1巻 堤中納言物語、伊勢物語、大和物語、竹取物語（1924年）
  - 第2－3巻 狭衣物語（1924年）
  - 第4-9巻 源氏物語（1924年-1926年）
  - 第10巻 落窪物語（1925年）
  - 第11巻 土佐日記、かげろふの日記、和泉式部日記（1927年）
  - 第12巻 とりかへばや物語（1927年）
- 源氏物語 逐語全訳〔第1巻－第6巻〕（文献書院、1928年）
- 後水尾院御集 頭註 （仙寿院、1930年）
- 新古今和歌集（改造文庫、1933年）
- 大鏡（改造文庫、1933年）
- 方丈記諸抄大成（立命館出版部、1933年）
- 徒然草（改造文庫、1933年）
- 平家物語（改造文庫、1933年-1934年）
- 上代様昭和新撰（星野書店、1938年）
- 随筆文学集（大日本文庫刊行会、1938年）（大日本文庫 文学篇）
- 源氏物語新釈 巻1至6（平凡社、1937年-1940年）